# Abadía de Westmalle

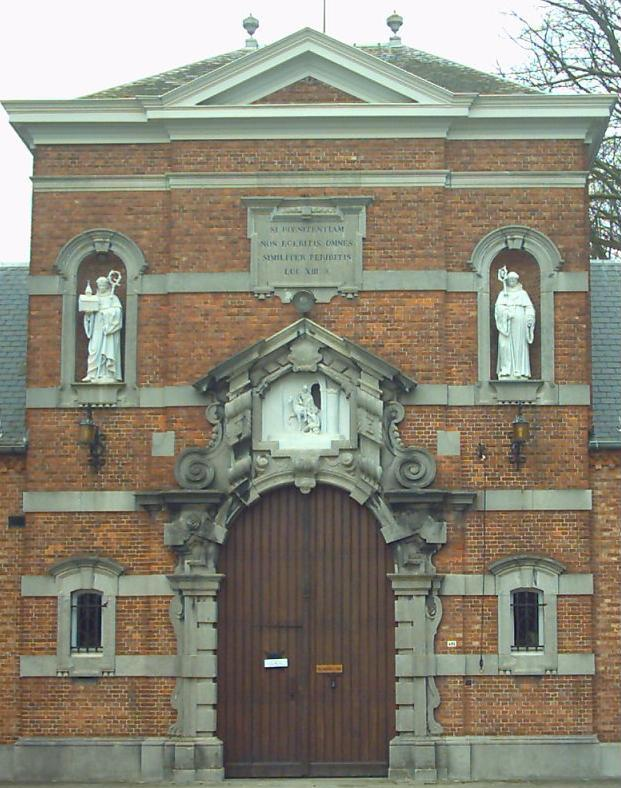
Entrada de la Abadía trapense de Westmalle.

La Abadía trapense de Westmalle o Abdij van Onze-Lieve-Vrouw van het Heilig Hart (E: Abadía de Nuestra Señora del Sagrado Corazón), que pertenece a la Orden Cisterciense de la Estricta Observancia, se encuentra en Westmalle (Malle), en la región de Campine de la provincia de Amberes (Flandes, Bélgica).

La abadía fue fundada en 1794, pero la comunidad no fue reconocida como una abadía trapense hasta el 22 de abril de 1836. La abadía es famosa por su vida espiritual y por su cervecería, la cual es una de las pocas cervecerías y  queserías trapenses del mundo. Los tres pilares de la vida en el monasterio trapense son vida dedicada a la plegaria, vida dedicada a la comunidad, y vida dedicada al trabajo.